# مركز موارد العنف الجنسي الوطني
يحدد مركز موارد العنف الجنسي الوطني (NSVRC) ويطور وينشر الموارد فيما يتعلق بجميع جوانب منع العنف الجنسي والتدخل  العمل بالتعاون مع تحالفات الاعتداء الجنسي في الولايات والأقاليم، وممثلي المجموعات السكانية المحرومة، ومراكز السيطرة على الأمراض والوقاية منها، ومكتب وزارة العدل الأمريكية حول العنف ضد المرأة،  ومجموعة من المجتمع المحلي والقومي. مشاريع الحلفاء، NSVRC يوفر القيادة الوطنية للتصدي ومنع العنف الجنسي.
تشمل الأنشطة التدريب والمساعدة الفنية، والإحالات، والاستشارات، والدعوة إلى الأنظمة، وأدوات الإنترنت، ومكتبة الموارد، وبناء القدرات، ودمج نتائج البحوث مع المشاريع المجتمعية، وتنسيق شهر التوعية بالاعتداء الجنسي، ورعاية المؤتمرات والفعاليات الوطنية. تم تأسيس NSVRC من قبل تحالف بنسلفانيا ضد الاغتصاب في عام 2000.
على الرغم من أن NSVRC مقرها في الولايات المتحدة ، إلا أنها تقدم المساعدة الفنية والموارد التي تساعد المجتمعات المحلية والبرامج على نطاق عالمي.